# Pooler
Pooler ist eine Stadt im Chatham County des US-Bundesstaates Georgia. Sie hat 25.711 Einwohner (Stand: Volkszählung 2020) und ist Teil der Metropolregion Savannah.

## Geschichte
Die Stadt wurde nach dem Eisenbahnangestellten Robert William Pooler benannt.
Während des Sezessionskrieges war Pooler eine Bahnstation namens Pooler's Station – die letzte Station der Central of Georgia Railway vor Savannah. Im Dezember 1864 war Pooler ein Treffpunkt für Unionsoffiziere unter der Führung von William Tecumseh Sherman, der mit den Behörden von Savannah über die friedliche Kapitulation der strategisch wichtigen Hafenstadt verhandelte.

## Demografie
Nach der Volkszählung von 2020 leben in Pooler 25.711 Menschen. Die Bevölkerung teilte sich im selben Jahr auf in 54,3 % Weiße, 26,9 % Afroamerikaner, 0,5 % amerikanische Ureinwohner, 6,0 % Asiaten, 4,1 % Andere und 8,0 % mit zwei oder mehr Ethnizitäten. Hispanics oder Latinos aller Ethnien machten 12,5 % der Bevölkerung aus. Das mittlere Haushaltseinkommen lag 2019 bei 79.426 US-Dollar und die Armutsquote bei 4,7 %.